# Appelbol

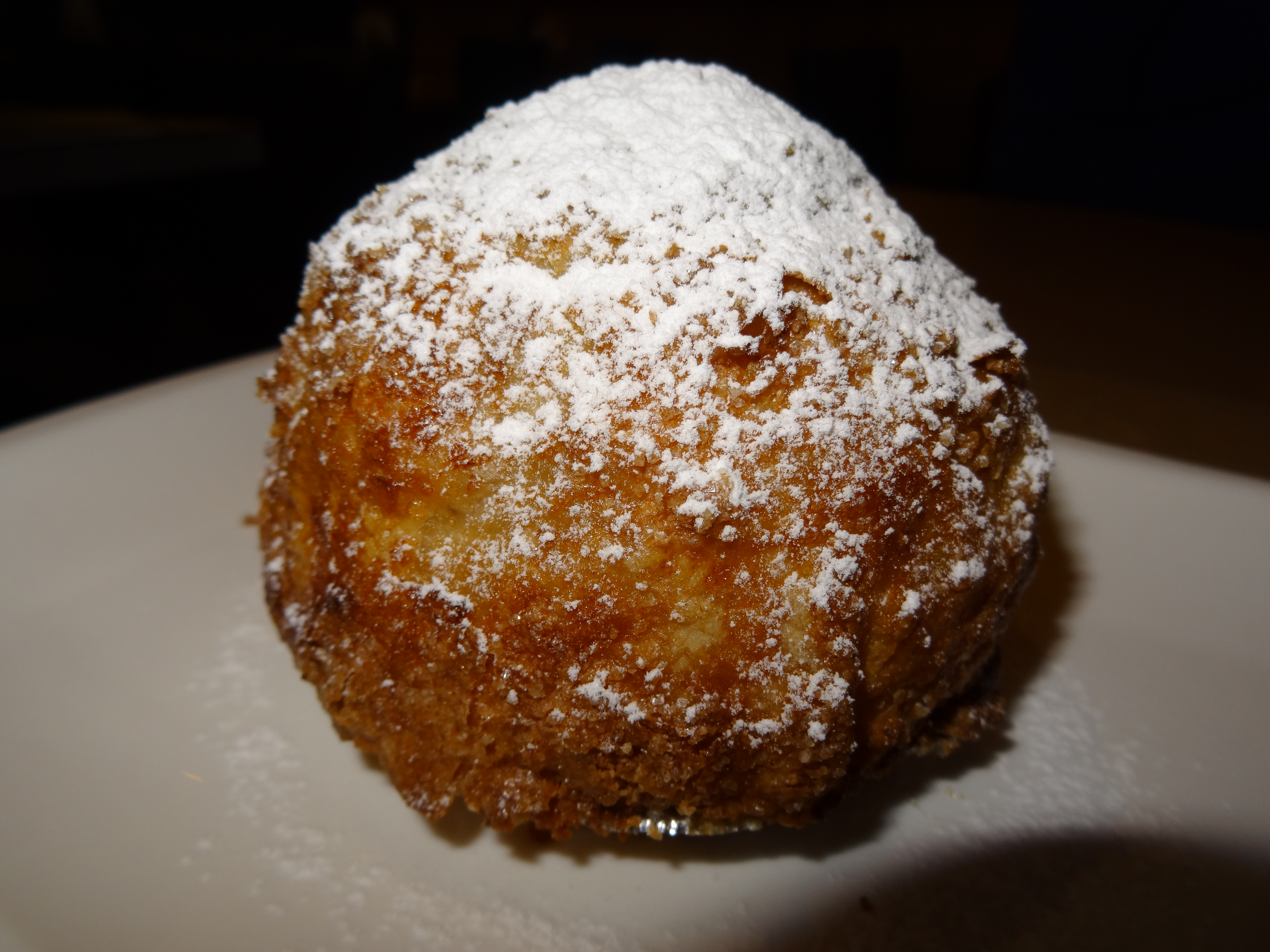
Appelbol czyli jabłko w cieście

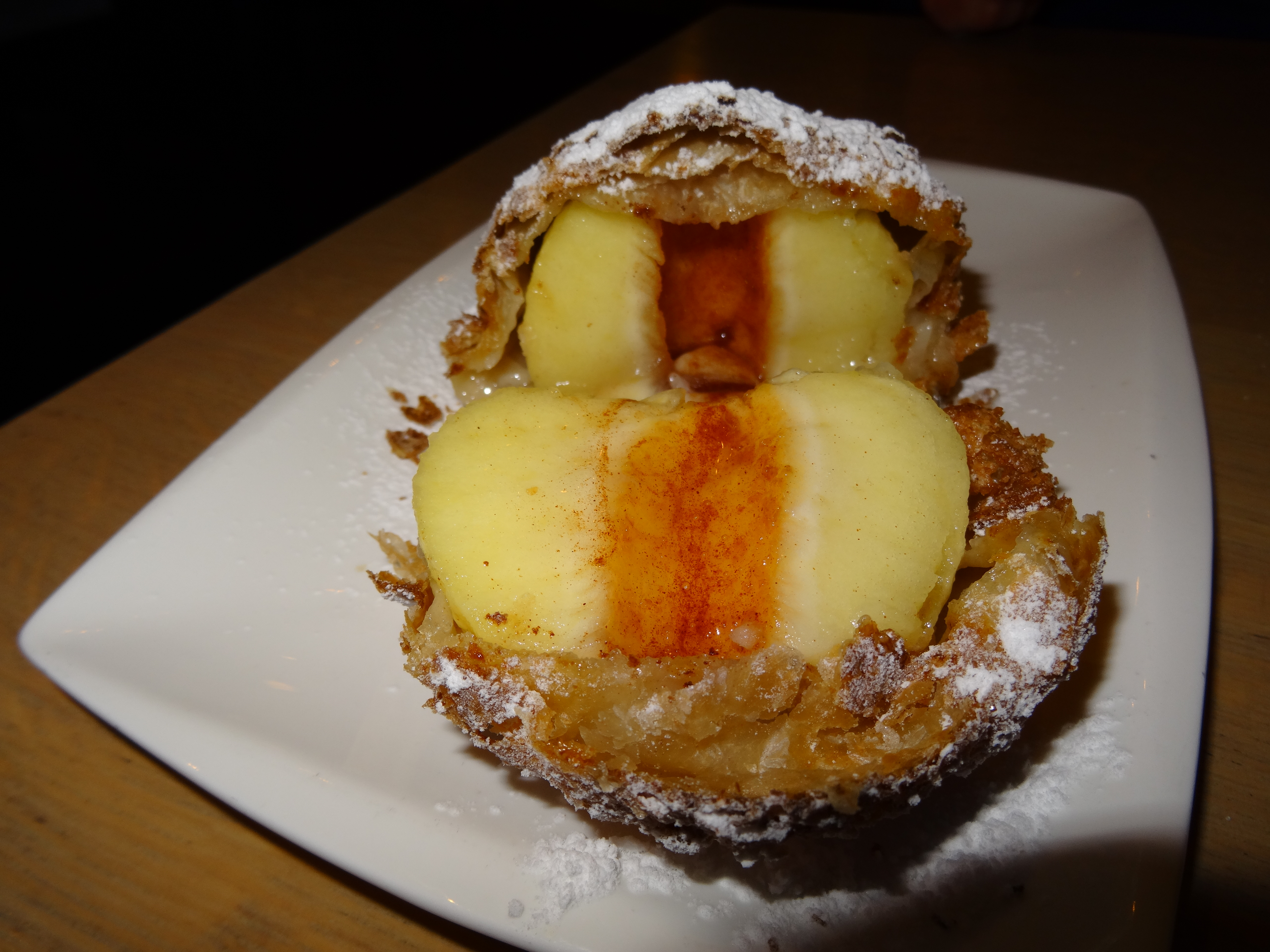
Przekrojone na pół jabłko w cieście

Appelbol (nid. appel – "jabłko", bol – "kula") – jabłko w cieście popularne w Holandii. Jest to całe, wydrążone jabłko obrane ze skórki, nadziane w środku cukrem wymieszanym z dodatkiem proszku cynamonowego i goździkowego, owinięte szczelnie w ciasto francuskie (lub pączkowe) i upieczone w piekarniku.
Najchętniej jest spożywane jeszcze ciepłe do kawy lub na deser, ale może być także konsumowane na zimno. Jest szczególnie popularne podczas nocy sylwestrowej jako słodka przekąska. Czasami serwuje się je razem z porcją bitej śmietany lub lodów śmietankowych. 
Do pieczenia wybiera się małe jabłka z odmiany 'Złota Reneta', 'Elstar' lub 'Jonagold'.  
Nadzienie możne także zawierać rodzynki lub masę z migdałów. 
Przed włożeniem do piekarnika jabłko owinięte ciastem francuskim smaruje się po wierzchu roztrzepanym jajkiem i posypuje gruboziarnistym cukrem dla dekoracji. 
Upieczone jabłko w cieście francuskim ma złocisto-brązowy kolor i jest miękkie w środku, ale zachowuje swój kulisty kształt. 